# An die Musik

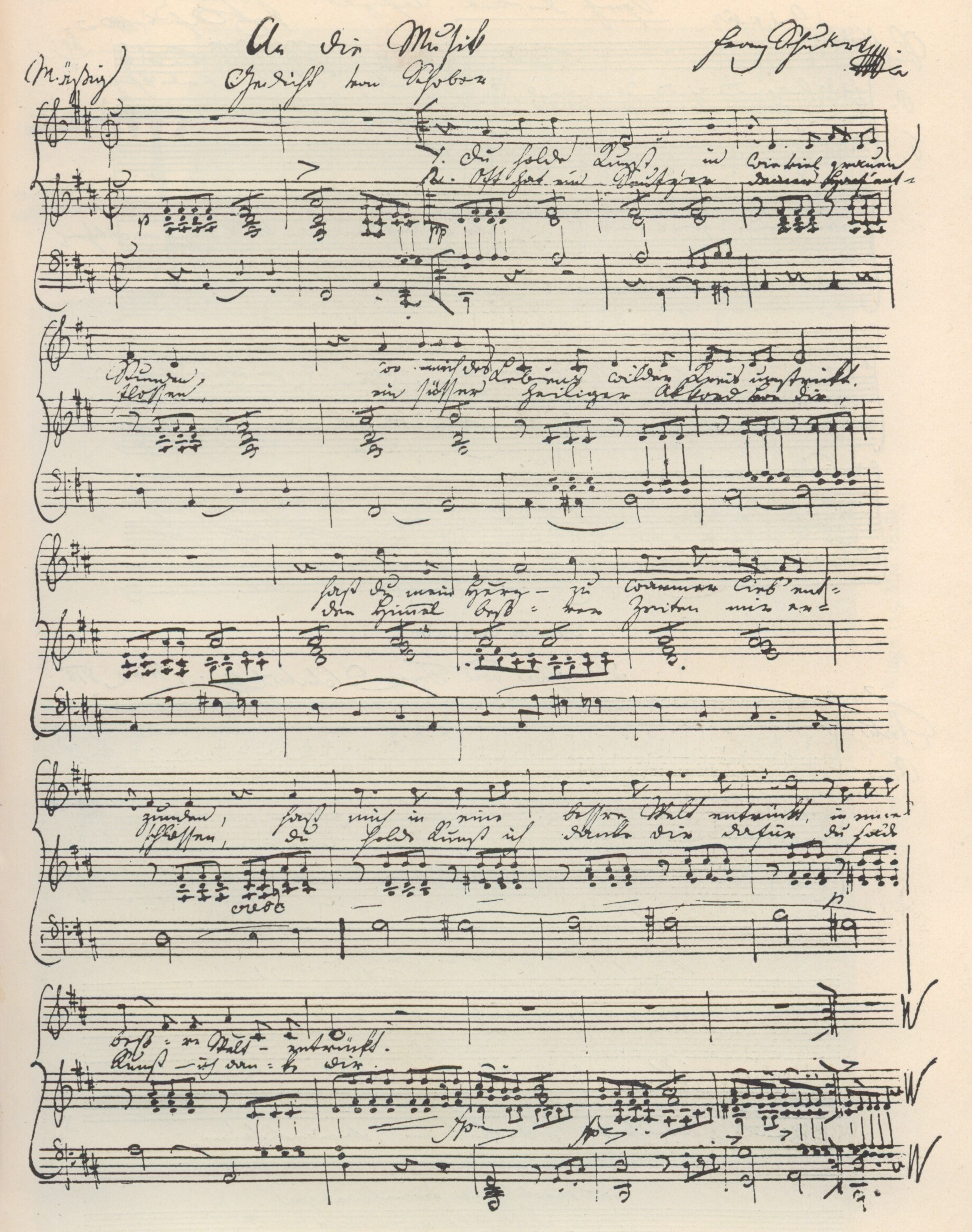
An die Musik – Schober & Schubert

An die Musik (en alemany A la música) és un lied per a veu solista i piano compost per Franz Schubert el març 1817. Va ser escrit sobre dues estrofes d'un poema del seu amic Franz von Schober. En el catàleg Deutsch d'obres de Schubert és el núm. 547, o D547. Va ser publicat el 1827 com Opus 88 núm. 4 per Weigl. Schubert va dedicar la cançó al virtuós del piano vienès Albert Sowinsky el 24 d'abril de 1827, una dècada després de compondre-la.
Un himne a l'art de la música, és una de les cançons més conegudes de Schubert. La seva grandesa i popularitat s'atribueix generalment a la seva simplicitat harmònica, la dramàtica melodia, i una línia de baix fort que sosté la línia vocal.
An die Musik té un fons en el qual recrea l'estil Biedermeier de la Viena de l'època. En la peça es dona un tendre diàleg entre la veu i la zona greu del piano, amb un acompanyament sempre latent la melodia es mou lacònicament a través de la notes d'una tríada, com si res pogués ser tan senzill per a aquesta expressió de gratitud.

## Text
| Du holde Kunst, in wieviel grauen Stunden, Wo mich des Lebens wilder Kreis umstrickt, Hast du mein Herz zu warmer Lieb' entzunden, Hast mich in eine beßre Welt entrückt, In eine beßre Welt entrückt! Oft hat ein Seufzer, deiner Harf' entfloßen, Ein süßer, heiliger Akkord von dir, Den Himmel beßrer Zeiten mir erschloßen, Du holde Kunst, ich danke dir dafür, Du holde Kunst, ich danke dir! | En català Oh art beneït, quantes vegades en hores fosques, Quan l'anell salvatge de la vida s'estreny al meu voltant, Has encès amor càlid al meu cor, M'han transportat a un món millor! Transportat a un món millor Sovint s'ha escapat un sospir de la teva arpa, Una dolça i sagrada harmonia teva M'ha obert el cel a temps millors, Oh art beneït, t'ho agraeixo! |

El poema no es va incloure a les edicions recollides dels poemes de Schubert, però n'hi ha una còpia manuscrita a Viena. S'assembla al segon cant del poema d'Ernst Schulze "Die bezauberte Rose" (La rosa encantada), un poema també conegut per Schubert com a possible base per a una òpera; tanmateix, es va publicar el 1818, per la qual cosa és poc probable que hi hagués cap connexió entre ells per al compositor.

## Altres
Al final del concert de comiat de Gerald Moore al Royal Festival Hall de Londres l'any 1967, en el qual va acompanyar Dietrich Fischer-Dieskau, Victoria de los Ángeles i Elisabeth Schwarzkopf, va pujar a l'escenari sol i va tocar la part de piano de "An die Musik". "com el seu regal de despedida.
Aquesta cançó és cantada a l'uníson per tots els membres de l'Associació Nacional de Professors de Cant (NATS) que estan presents al final de cadascuna de les seves convencions nacionals.
També va ser interpretada per Garrett Morris a Saturday Night Live el 22 de maig de 1976.
La cançó d'obertura de l'àlbum de l'artista folk Josephine Foster del 2006, A Wolf In Sheep's Clothing, és una interpretació del lied.
La cançó s'utilitza a la pel·lícula Look at Me de 2004 i a la pel·lícula Moonrise Kingdom de 2012. Dos episodis de televisió que inclouen la cançó són: l'episodi 3 "Night Music, Part 1" de Hinterland (en el qual el subtítol la descriu erròniament com a òpera italiana); i Part 4 d'Unorthodox.
La inscripció "An die Musik" és l'epitafi de la làpida de Ruth Laredo al cementiri de Kensico, Valhalla, comtat de Westchester, Nova York (a només uns metres de la tomba de Sergei Rachmaninoff)

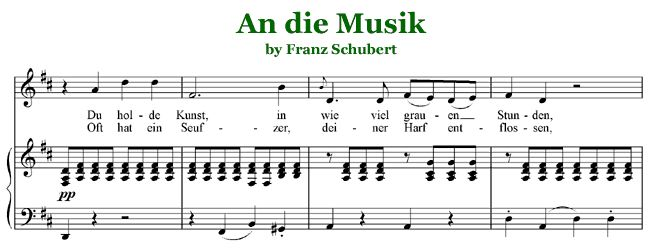
Extracte d' An die Musik